# Boards of Canada
Boards of Canada é uma banda de música eletrônica formada pela dupla de irmãos Michael Sandison (Escócia, 1º de Junho de 1970) e Marcus Eoin (Escócia, 21 de Julho de 1971) em 1986 na capital da Escócia, Edimburgo. Seu estilo é inflenciado pela ambient music, chillout, minimal, e até mesmo trip-hop, sendo muitas vezes denominado de intelligent dance music (IDM).
Antes de assinarem com a Skam Records e posteriomente com a Warp Records, a dupla lançou seus primeiros sete álbuns pelo próprio selo independente, Music70.

## Sonoridade
O som do Boards of Canada é notório por utilizar intensa manipulação sonora, camadas de sintetizadores analógicos e samplers de programas de televisão dos anos 70 e 80. O uso predominante de equipamentos analógicos e equipamentos de fita dá ao trabalho do grupo uma característica mais orgânica e até emocional bastante incomum entre grupos do mesmo gênero. Os temas de memória e evocação da infância são recorrentes em seus trabalhos. A partir de parte dos anos 90, as músicas do Boards of Canada passaram a usar também gravações de sons da natureza. Mike e Marcus citaram em entrevistas a companhia de programas infantis National Film Board of Canada como uma influência.

## Principais álbuns da dupla
| Ano  | Título                          | Selo         |
| ---- | ------------------------------- | ------------ |
| 1995 | Twoism                          | Music70      |
| 1996 | Hi Scores                       | Skam         |
| 1998 | Music Has the Right to Children | Warp/Skam    |
| 2002 | Geogaddi                        | Warp/Music70 |
| 2005 | The Campfire Headphase          | Warp         |
| 2008 | TransCanada                     | Warp         |
| 2013 | Tomorrow's Harvest              | Warp         |